# Aparna Rao
Aparna Rao (3 de febrero de 1950, Nueva Delhi, India - 28 de junio de 2005) fue una antropóloga alemana que realizó estudios sobre grupos sociales en Afganistán, Francia y algunas regiones de la India. Sus estudios de doctorado se centraron en antropogeografía, etnología y estudios islámicos. Impartió clases de antropología en la Universidad de Colonia, y durante un breve período dirigió el Departamento de Etnología del Instituto de Asia Meridional de la Universidad de Heidelberg, Alemania.
La investigación de Rao se centró en itinerantes poblaciones agrarias, en Afganistán, Francia, Jammu, Cachemira, y el oeste de Rajasthan. Investigó el impacto del conflicto en Cachemira en el medio ambiente y la vida de las personas. Su trabajo de 1982, Les Ġhorbat d'Afghanistan. Aspectos Économiques d'un Groupe Itinérant 'Jat', investigó la composición étnica y la economía local de Afganistán. Su libro Autonomía: ciclo de vida, género y estatus entre los pastores del Himalaya recibió el premio Choice 1999.

## Biografía
Aparna Rao nació en Nueva Delhi, India, de padres educados en Oxford y activistas políticos.  En 1980 se casó con Michael Casimir, profesor emérito del Instituto de Antropología Social y Cultural de la Universidad de Colonia, Alemania. 
Rao estudió literatura francesa, lingüística, antropología cultural , antropología física, sociología y etnología en la Universidad de Estrasburgo. Recibió su maestría en antropología de la Universidad de Estrasburgo en 1974 y, posteriormente, en 1980, completó su doctorado en etnología de la Universidad Paris-Sorbonne. Rao estudió antropogeografía, etnología y estudios islámicos durante sus estudios de doctorado. Hablaba varios idiomas, incluidos bengalí, inglés, francés, alemán, hindi, persa, romanés y urdu.

## Trayectoria académica
Rao enseñó antropología como profesora asociado en la Universidad de Colonia. Se convirtió en miembro de la Société Asiatique en 1981. De 1993 a 1995, fue presidenta del Departamento de Etnología del Instituto de Asia Meridional de la Universidad de Heidelberg, Alemania. y de 1995 a 1998 copresidenta de la Comisión de Pueblos Nómadas de la Unión Internacional de Ciencias Etnológicas y Antropológicas, junto con Michael Casimir. Participó también en la junta directiva de la Asociación de Estudios de Tradiciones Gitanas. Fue editora en jefe de la revista Nomadic Peoples.
Entre 1995 y 1997, fue invitada como investigadora visitante por el Instituto de Estudios sobre el Desarrollo de Jaipur, y entre 2003 y 2004, por el Centre for the Study of Developing Societies de Delhi. Antes de su muerte en junio de 2005, había sido elegida directora de investigación en la Ecole des Hautes Etudes de París. 

## Investigación
Rao realizó estudios de campo sobre los pueblos agrícolas, pastores y peripatéticos. Investigó la economía, la etnia, las relaciones de género y la organización social de los pastores y pueblos itinerantes en Afganistán, Francia y Cachemira. Estudió cognición, economía, medio ambiente y cambio social en medio de grupos sociales en Rajasthan y Cachemira. Según Jadwiga Pstrusińska, utilizando su conocimiento nativo de un idioma indio, descubrió fenómenos previamente no observados en los idiomas de Afganistán durante sus estudios etnológicos sobre la población itinerante del país en la década de 1980. En su investigación en Afganistán, Rao identificó los pueblos Jalali, Pikraj, Shadibaz y Vangawala como cuatro clanes de "nómadas industriales" que hablan un dialecto del norte de India y tienen características de los gitanos. En 2004, la población total estimada de los cuatro clanes en Afganistán era de 7.000. Entre 1980 y 1992, realizó una investigación etnográfica sobre la agencia y la autonomía dentro de los bakarwal, cuyas tradiciones han incorporado elementos de los pastunes y panyabies.
Los trabajos de investigación de Rao incluyeron el impacto del conflicto en Cachemira en el medio ambiente y la vida de las personas,  y de 1991 a 1994, investigó los conflictos étnicos, religiosos y políticos en Jammu y Cachemira. Rena C. Gropper de Hunter College señaló que Rao era uno de los pocos antropólogos que había realizado estudios de investigación en medio de grupos que obtienen su sustento básico de otros grupos culturales. El término "pueblos itinerantes", que fue acuñado por ella, se ha convertido en parte de la terminología académica.  Ella definió a los pueblos itinerantes como "los grupos endogámicos que emplean la movilidad espacial regular como estrategia económica".

## Obras
En Les Ġhorbat d'Afghanistan. Aspectos Économiques d'un Groupe Itinérant 'Jat,'  Rao discutió el sustento del pueblo Jat de Afganistán, con un enfoque en el pueblo Ghorbat.   Asta Olesen sugirió que en el libro, Rao había llenado "un vacío en el conocimiento del rompecabezas étnico de Afganistán". Según Jon W. Anderson de la Universidad de Carolina del Norte, el libro hizo accesibles los 19 meses de trabajo de campo presentados en él. Al revisar Cultura, creación y procreación: conceptos de parentesco en la práctica del sur de Asia, un libro del que fue coautora Rao en 2000, Ann Grodzins Gold de la Universidad de Syracuse señaló que una gran proporción de su contenido se había extraído del campo antropológico estudios concluidos o iniciados en la década de 1970 y principios de la de 1980 y que el libro carecía de "nueva etnografía".  Gold también dijo que una presentación unilateral del esencialismo cultural no daba mucho crédito a una interpretación poscolonial. Señaló que los autores cubrieron sustancialmente los "contextos geográficos y etnográficos" del sur de Asia.
El libro Customary Strangers: New Perspectives on Peripatetic Peoples in the Middle East, Africa, and Asia, publicado en 2004, era un conjunto de ensayos principalmente etnográficos sobre el papel de las interacciones entre los pueblos asentados y desplazados. En uno de los ensayos, analizó la investigación realizada sobre algunos pueblos nómadas afganos en 1975-1978, su autopercepción y cómo eran percibidos por la población sedentaria de Afganistán. En el libro, Rao se basó en trabajos anteriores realizados por Georg Simmel. Robert M. Hayden, de la Universidad de Pittsburgh, revisó el libro, creyendo que el libro podría servir en el futuro como un estudio de referencia sobre los pueblos desplazados. Hayden también creía que la explicación de Rao de por qué el estilo de vida itinerante es exitoso era un buen resumen del consenso académico en torno al estilo de vida itinerante.
El libro Nomadism in South Asia es una serie de ensayos sobre el nomadismo en el sur de Asia. Vinay Kumar Srivastava dijo que las investigaciones etnográficas realizadas por los autores sobre el nomadismo fueron extensas. Añadió además que "... este es el primer volumen de este tipo que reúne diferentes escritos, de diferentes contextos culturales sobre nómadas".  Según Bahram Tavakolian de la Universidad de Denison, el libro aclaró la comprensión de cómo "el ambiente, la estructura y la agencia" interactúan en las culturas nómadas.
Recibió el premio Choice en 1999, por su libro Autonomía: ciclo de vida, género y estatus entre los pastores del Himalaya. 
Rao murió de cáncer el 28 de junio de 2005.

### Libros escritos
- Rao, Aparna (1998). Autonomy: Life Cycle, Gender, and Status among Himalayan Pastoralists. New York: Berghahn Books.
- Rao, Aparna (1988). Entstehung und Entwicklung Ethnischer Identität bei einer Islamischen Minderheit in Südasien: Bemerkungen zur Geschichte der Bakkarwal im Westlichen Himalaya [Origin and Development of Ethnic Identity among an Islamic Minority in South Asia: Comments on the History of the Bakkarwal in the Western Himalayas]. Berlin: Das arabische Buch.
- Rao, Aparna (1982). Les Ġhorbat d'Afghanistan. Aspects Économiques d'un Groupe Itinérant 'Jat' [The Ghorbat of Afghanistan. Economic Aspects of an Itinerant Group 'Jat']. Paris: A.D.P.F.
- Rao, Aparna (1979). Note Préliminaire sur les Jat d'Afghanistan /cAparna Rao [Preliminary Note on the Jat of Afghanistan] (en francés) (Reprinted from: Studia Iranica, t.8, fasc. 1 edición). Association pour l'avancement des Études Iraniennes. OCLC 1039700457.

### Libros editados
- Rao, Aparna; Bollig, Michael; Böck, eds. (2007). The Practice of War: Production, Reproduction and Communication of Armed Violence. New York; Oxford: Berghahn Books.
- Rao, Aparna; Casimir, Michael J., eds. (2003). Nomadism in South Asia. Oxford in India Readings in Sociology and Social Anthropology. New Delhi: Oxford University Press.
- Rao, Aparna; Berland, Joseph C., eds. (2004). Customary Strangers: New Perspectives on Peripatetic Peoples in the Middle East, Africa, and Asia. Westport, Connecticut: Praeger.
- Rao, Aparna; Böck, Monika, eds. (2000). Culture, Creation, and Procreation: Concepts of Kinship in South Asian Practice. New York: Berghahn Books.
- Rao, Aparna; Casimir, Michael J., eds. (1992). Mobility and Territoriality: Social and Spatial Boundaries Among Foragers, Fishers, Pastoralists, and Peripatetics. New York: Berg.
- Rao, Aparna; Orywal, Erwin; Bollig, eds. (1996). Krieg und Kampf: die Gewalt in Unseren Köpfen [War and Struggle: The Violence in Our Heads] (en alemán). Berlin: D. Reimer. OCLC 36406067.
- Rao, Aparna, ed. (1987). The Other Nomads: Peripatetic Minorities in Cross–Cultural Perspective. Kölner Ethnologische Mitteilungen, Volume 8. Köln: Böhlau Verlag.

### Artículos seleccionados
- Rao, Aparna (1987). «The Concept of Peripatetics: An Introduction».  En Rao, Aparna, ed. The Other Nomads: Peripatetic Minorities in Cross–Cultural Perspective. Kölner Ethnologische Mitteilungen, Volume 8. Köln: Böhlau Verlag.
- Rao, Aparna; Casimir, Michael J. (August 1985). «Vertical Control in the Western Himalaya: Some Notes on the Pastoral Ecology of the Nomadic Bakrwal of Jammu and Kashmir». Mountain Research and Development (International Mountain Society) 5 (3): 221-232. doi:10.2307/3673355.(registration required)
- Rao, Aparna; Casimir, Michael J. (September 1995). «Prestige, Possessions, and Progeny: Cultural Goals and Reproductive Success Among the Bakkarwal». Human Nature (Springer) 6 (3): 241-272. PMID 24203092. doi:10.1007/BF02734141.
- Rao, Aparna; Zhang, Yanchun; Thelen, Nina (September 2009). Social Protection in Fiscal Stimulus Packages: Some Evidence. New York: United Nations Development Programme. Archivado desde el original el 17 de septiembre de 2021. Consultado el 17 de septiembre de 2021.
- Rao, Aparna (July–September 1985). «Des Nomades Méconnus: Pour une Typologie des Communautés Péripatétiques». L'Homme (en francés) (Paris: École des Hautes Études en Sciences Sociales) 25 (95): 97-120. doi:10.3406/hom.1985.368592.(registration required)
- Rao, Aparna; Casimir, Michael J. (March 1998). «Sustainable Herd Management and the Tragedy of No Man's Land: An Analysis of West Himalayan Pastures Using Remote Sensing Techniques». Human Ecology (Springer) 26 (1): 113-134. doi:10.1023/A:1018701001793.